# Castello di Belgioioso
Il castello di Belgioioso è un monumento situato a Belgioioso, a pochi chilometri da Pavia.

## Storia

### Origini
Nel 1376 Galeazzo II Visconti, co-Signore di Milano e signore di Pavia, acquistava dal pavese Lanterio de Cazabove un castello, dotato di torre e ricetto, a Belgioioso.
L'attuale castello fu probabilmente ricostruito da Galeazzo II nella seconda metà del secolo XIV in un'estesa proprietà dei Visconti nel territorio ove in seguito sorse il paese di Belgioioso. Il nome "Zoioso" fu forse attribuito al castello per l'amenità del luogo e per la felicità che un tempo doveva recare il soggiorno in quella terra. L'area dove sorse il castello era vicino era vicina alla via Francigena e a una grande foresta, che si spingeva (a sud del castello) fino alla riva del Po, presso la chiesa di San Giacomo della Cerreta e l'importante porto di Pissarello, detta nel medioevo "valle Porcaria" per la grande quantità di cinghiali presenti nei fitti boschi di querce.
Il nuovo castello visconteo, concepito come residenza di caccia, riprende l'impianto ad quadratum (senza le torri angolari) e le dimensioni monumentali (ogni lato e lungo circa 100 metri) del castello di Pavia, sede della corte di Galeazzo II e del figlio Gian Galeazzo.
Il figlio di Galeazzo II, Gian Galeazzo, signore e poi duca di Milano, vi soggiornò ripetutamente; tanto cara gli era la dimora a Belgioioso che, con una sua lettera del 22 dicembre 1393, proibì la caccia ai cervi e a qualsiasi altra selvaggina fino a Bereguardo, Vigevano e Abbiategrasso.
Tale provvedimento è citato anche nel famoso testamento del 1397 in cui il Duca ordina che per rimedio e suffragio dell'anima sua si edifichi un monastero, casa e chiesa certosina, sul territorio pavese "in loco turris de Mangano": la certosa di Pavia.
Il duca però escludeva dalle donazioni ai certosini il grandissimo parco Visconteo presso il castello di Pavia e le possessioni del castello di Bereguardo e Belgioioso.
"... Colla tenuta Torre dei Preti confinava un'altra proprietà Joiosus o Zoiosus; forse in origine un centro di coltivazioni, ma venuto poi in possesso dei duchi di Milano, qui attirati dall'abbondante selvaggina, trasformato a fortificazioni, a forma di castellotto, cui convenivano cortigiani, bracconieri, cacciatori, al seguito della Corte Ducale Convennero dai paesi vicini famiglie a sistemarsi, e così si formò l'abitato numeroso da soppiantare anche S. Giacomo: Zoioso ebbe il massimo sviluppo sotto Galeazzo II e Cian Galeazzo". (P.GHIA)

"... dal castello di Belzoiosus il 15 di settembre del 1388, Gian Galeazzo avvertiva il Podestà di Milano di permettere la caccia al cinghiale ma a solo coi cani e noia coi lacci... ... e con lettera del 21 dicembre del 1393, estendeva la proibizione alla caccia dei cervi e di qualunque selvaggina oltre al Ticino, a Bereguardo, a Belgioioso, a Vigevano, ad Abbiategrasso."(C.MAGENTA)

### Secolo XV

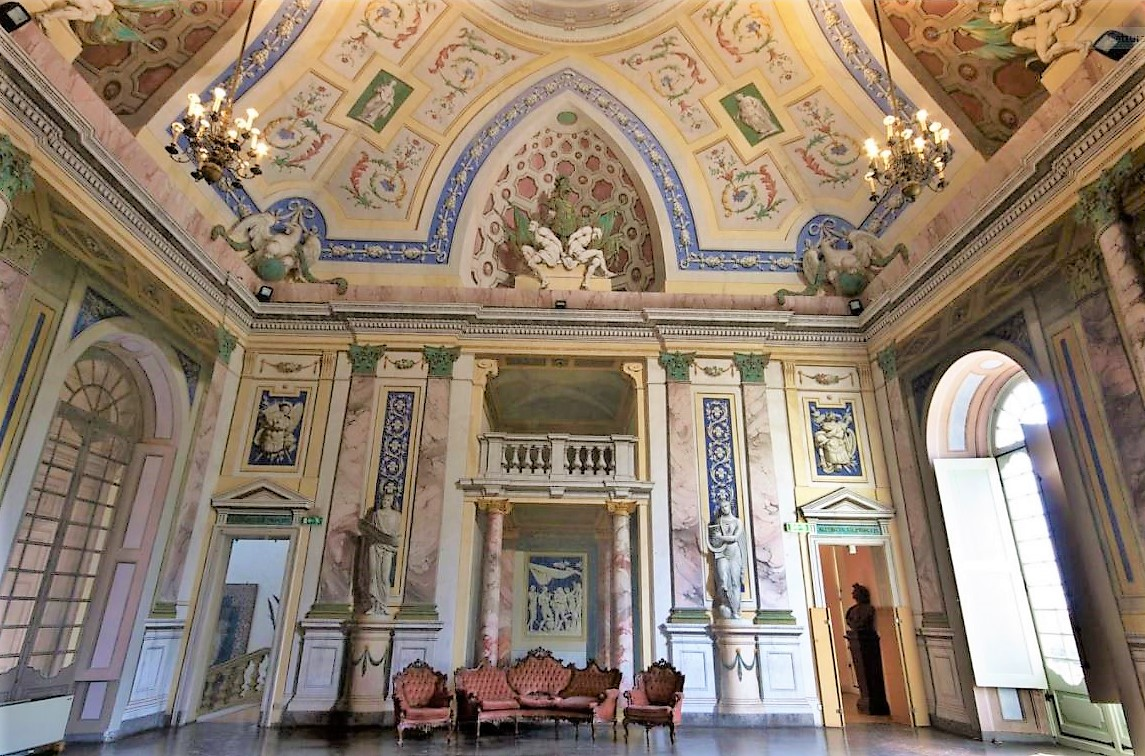
La sala da ballo.

Non si sa quale fosse esattamente l'ampiezza del castello in quel momento. Si dice che il maniero fosse stato distrutto nel 1412 e poi ricostruito in seguito all'uccisione del duca Gian Maria Visconti, figlio di Gian Galeazzo e di Caterina Barnabò, ma questa notizia non trova conferma in documenti.
Il successore Filippo Maria non amava soggiornare a Belgioioso come i suoi predecessori a causa dei frequenti straripamenti del Po, per tale motivo lo cedette come feudo nel 1412 a Manfredo Beccaria (I° infeudazione), ma tale casato si ribellò ed i beni furono confiscati ed affidati ad altri Visconti.
Nel 1431 Filippo Maria, poco soddisfatto dell'andamento delle cose, concedeva il "castrum" ad Alberico da Barbiano (II° infeudazione). Più tardi al nome di quel casato fu aggiunto il predicato di Belgioioso, allora sede di un Vicariato di notevole ampiezza che comprendeva le Pievi di Vaccarizza, Ospitaletto, Genzone, Pissarello, Spessa, Filighera, Montesano, Torre de' Negri, Gerenzago e San Zenone. Una conferma di questa investitura si ebbe da parte di Francesco Sforza.

### I conti di Barbiano
L'antichissimo ceppo dei conti di Cunio e di Barbiano, (ricordati da Dante nel c. XIV del Purgatorio) era noto e potente in Romagna fin dal sec. XI, ove possedette con titolo comitale i feudi imperiali di Cunio (1241), Barbiano, Lugo, Zagonara, Bagnacavallo, Fusignano, Donigallia.
Fra i vari conti di Barbiano il più celebre è certamente Alberico il Grande. Ricco, potente, signore di vasti feudi, d'animo battagliero, ardente, ambizioso, costituì una compagnia di ventura di 200 lance, partecipò, fra le altre imprese, all'assedio e distruzione di Cesena (sembra però che egli deplorasse questa guerra fratricida), in seguito passò in Lombardia ai servizi dei Visconti.

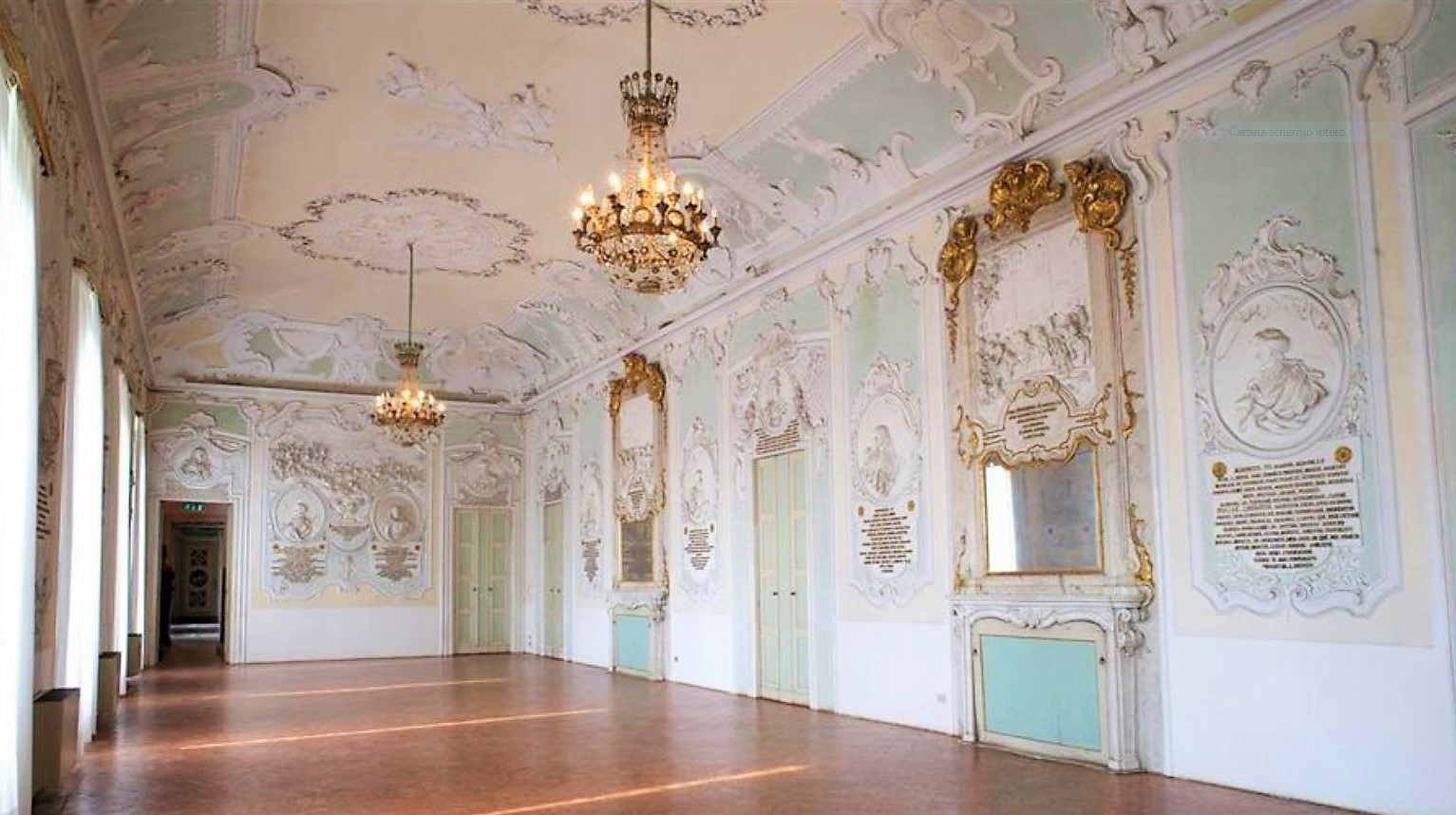
Carlo Beretta, la sala degli Antenati, 1740- 1760.

Frattanto la compagnia si era accresciuta, ed era stata battezzata "Compagnia di S. Giorgio"; la costituivano 800 lance scelte. Nessuno straniero però ne faceva parte, poiché Alberico, condottiero di larghe vedute, esperto nell'arte militare, e che assai bene conosceva l'animo dei mercenari, non volle mai accettare che italiani a militare sotto le sue insegne. 
È noto anzi che il motto dei Belgioioso: "Italia ab esteris liberata" risale, come vedremo, alla sua fama di ricostruttore della Milizia italiana, in tempi in cui i Malatesta, i Farnese, gli Ubaldini, Luchino Dal Verme ed altri signori italiani avevano formato compagnie di ventura, accogliendovi sciaguratamente anche la parte peggiore delle lance inglesi e delle barbute germaniche.

### Secolo XVII

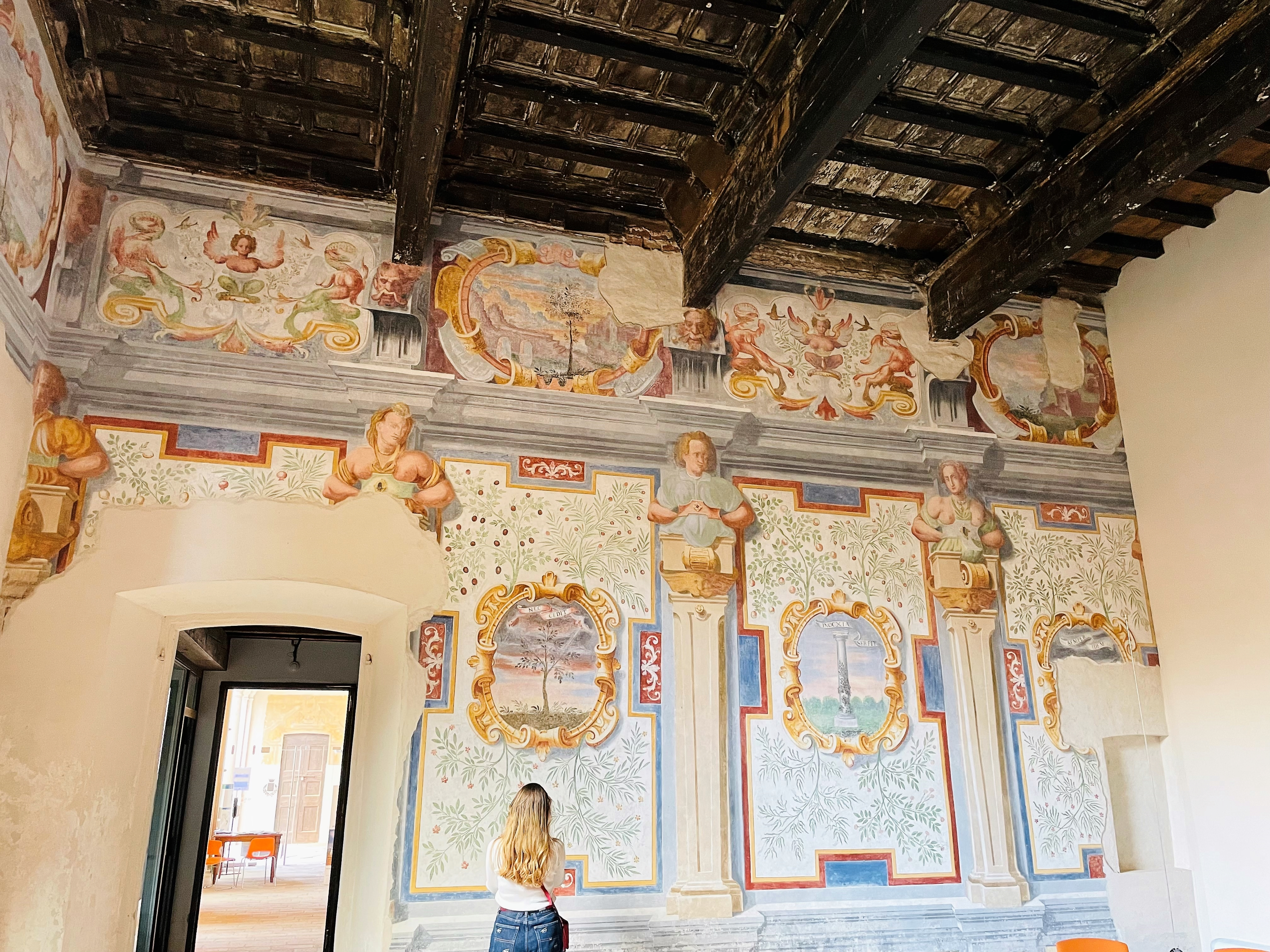
Sala delle imprese, tardo XVI secolo.

Nel Seicento la nobiltà, soggetta al dominio spagnolo, si dedica ad una vita di lusso, mollezze, violenze... Anche i duchi di Belgioioso non furono esenti dal triste andazzo dei tempi. La terribile peste del 1630 non risparmiò il territorio e la sua gente che visse inenarrabili sofferenze a causa del flagello devastatore e delle malversazioni di soldataglie prepotenti.

### Secoli XVIII e XIX

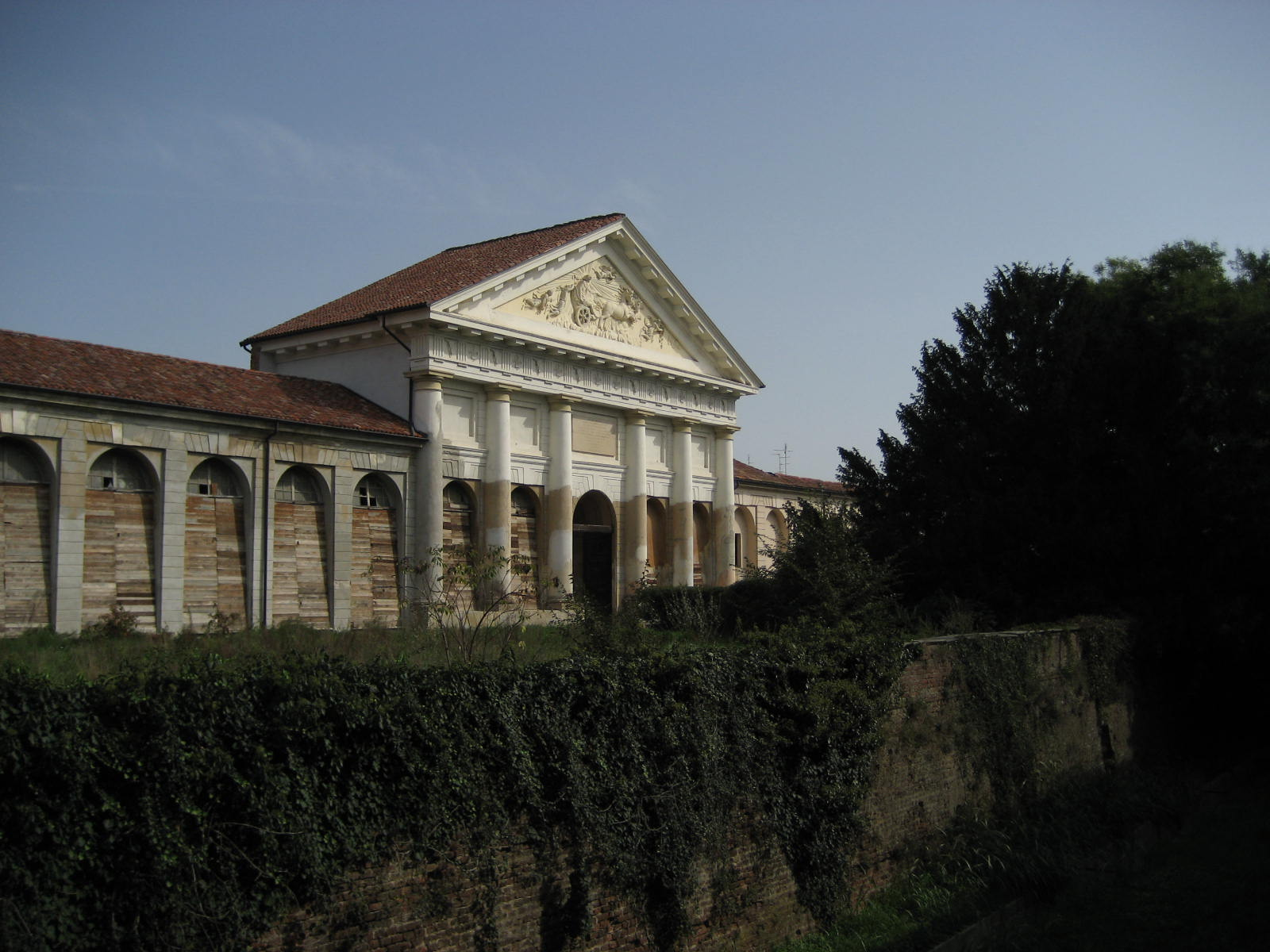
Leopoldo Pollack, le serre e le scuderie del castello, 1792.

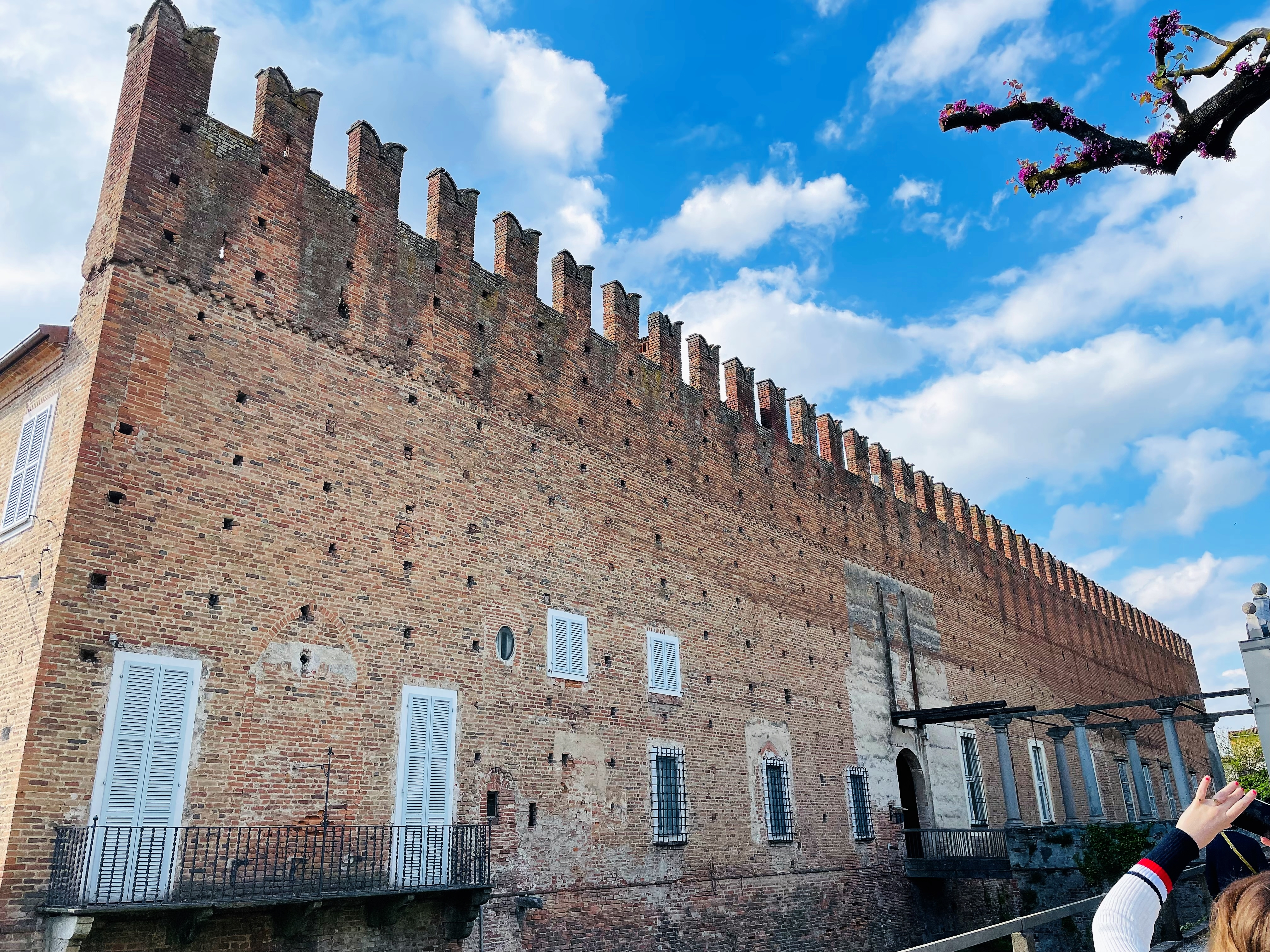
Il lato est del castello con le merlature trecentesche.

Nel Settecento il castello risorse a vita festosa e brillante per opera di un altro principe, Alberico. Il Vidari, ricorda le superbe feste date in onore dell'Infante di Spagna nel 1783 e in onore di Eugenio Beauharnais, quando venne in Italia come viceré.
Sempre in questo secolo il castello fu ampliato e ricostruito.
Don Antonio Barbiano fece costruire la bellissima cancellata ed abbellì quasi tutto il palazzo rinnovando i vasti giardini e le serre.
Nel 1769 fu nominato principe del Sacro Romano Impero e di Belgioioso, titolo trasmissibile ai maschi primogeniti con vari privilegi, fra cui quello di battere la cosiddetta "moneta di ostentazione" con la sua effigie.
Il figlio Alberico XII fu uomo di talento, amante dell'arte. Fece eseguire lavori sotto la direzione del Pollak. Fu generoso, ospitale, tra le sue amicizie si annoverano il Parini ed il Foscolo ospiti al castello.
Intraprese opere di bonifica, istituì scuole per i bambini dei coloni e si adoperò per migliorare la vita della popolazione.
Fu devoto alla Corte senza esserne schiavo, deplorò che il Governo di Vienna non attribuisse incarichi di governo agli italiani.
Partecipò alla guerra dei sette anni, dimorò alla corte francese. Fu avverso alla Rivoluzione francese ed al nuovo regime, trascorse gli ultimi anni della sua vita in solitudine. Dovette subire l'onta della distruzione dei suoi stemmi ed armi nobiliari per ordine del Governo Francese.
Durante questo suo volontario esilio ebbe come ospiti il Parini ed il Foscolo e sotto gli occhi di quest'ultimo morì il 17 agosto 1813.
Al figlio primogenito toccarono il titolo di principe ed il castello di San Colombano; al ramo cadetto i possedimenti di Belgioioso ed il titolo di conte.
Nella seconda metà del XIX secolo il castello passò per via ereditaria ai Melzi d'Eril. Negli ann'70 del Novecento la parte occidentale e il grande parco del castello furono acquisiti da un gruppo di privati ed sono ora principalmente destinati a fiere e eventi culturali, mentre l'ala orientale del complesso venne acquistata dal comune di Belgioioso tra il 2007 e il 2008.

## Descrizione

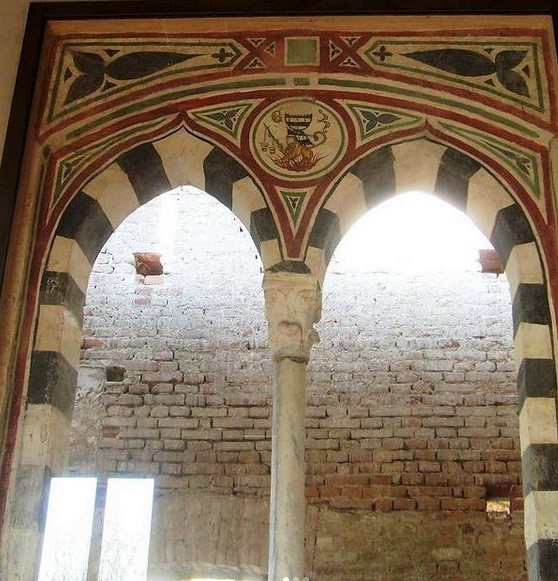
Bifora con l'impresa di Galeazzo II Visconti, seconda metà del XIV secolo.

Come molti altri castelli lombardi, anche quello di Belgioioso presenta un impianto quadrangolare, circondato da un largo fossato. Il complesso si articola su tre cortili interni, diversi (a causa delle ristrutturazioni e degli adeguamenti ai dettami stilistici che si sono susseguiti durante i secoli) per fisiognomia. Il fronte orientale, affacciato su piazza Vittorio Veneto, conserva l’alto prospetto originale trecentesco, impostato su un basamento a scarpa e completamente a mattoni a vista, provvisto di ponte levatoio e dotato di merlatura ghibellina (arricchita da una fascia decorativa a mattoni disposti a dentello), che si estende anche su buona parte della facciata del castello rivolta a nord. La facciata rivolta a ovest, aperta sul grande giardino all’italiana, fu invece rimodellata nella seconda metà del Settecento in stile neoclassico.
Nella parte est del castello, che ha maggiormente mantenuto l’aspetto del fortilizio medievale, si conserva uno scalone in pietra risalente al XVIII secolo, mentre i restauri intrapresi dopo il 2008 hanno restituito una bifora trecentesca interamente dipinta con un motivo a losanghe bianche e azzurre e con lo stemma di Galeazzo II Visconti e tracce della medesima decorazione sono emerse anche in alcuni ambienti addossati alla facciata orientale del castello. Altre sale di quest’ala del castello sono invece decorate con telamoni e imprese araldiche dei Barbiano di Belgioioso risalenti alla fine del XVI secolo. Sempre nella parte orientale del castello, durante i restauri del 2014, sono stati identificati i resti di una torre a due piani, sempre risalente al XIV secolo, poi inglobata all’interno dell’edificio.
L’ala ovest del castello, in stile neoclassico e dominata da un'ampia balconata, fu fatta ricostruire dal principe Antonio Barbiano di Belgioioso che ne affidò i lavori a Francesco Croce. In questo lato del castello si trovano gli ambienti nobili del maniero, collegati da un grande scalone in pietra, sulle pareti del quale sono appesi arazzi, bandiere e armi che riportano lo stemma dei principi. Al primo piano si trova anche il grande salone da ballo (che misura 13 x 13 metri), interamente affrescato secondo un programma decorativo ideato da Leopoldo Pollack, e la galleria degli antenati, arricchita da camini in marco bianco e da stucchi barocchetti realizzati tra il 1740 e il 1760 da Carlo Beretta nei quali sono raffigurati i busti di 19 membri della casata e le imprese da loro condotte descritte con iscrizioni in oro zecchino. A nord del castello si trovano le serre e le scuderie, la cui facciata riprende le forme di un tempio antico, realizzate su progetto di Leopoldo Pollack nel 1792. L’ala del castello si apre sul grande giardino all’italiana, fatto rimodellare negli stessi anni sempre dal principe Antonio, caratterizzato da sette filari di magnolie giganti, statue, piccoli obelischi in pietra e la fontana monumentale con Nettuno e Teti circondati da ninfe, opera settecentesca di Carlo Beretta. Il giardino termina a ovest con una grande cancellata, con sei alti pilastri sormontati da statue, ninfe, putti e vasi (tutti opera di Carlo Beretta), detta “teatro de’ rastelli”, progettata da Giovanni e Ruggeri e terminata da Francesco Croce nel 1737. Sulle facce dei pilastri principali della cancellata è ripetuta più volte la sigla del principe Antonio, sormontata dalla corona di principe.

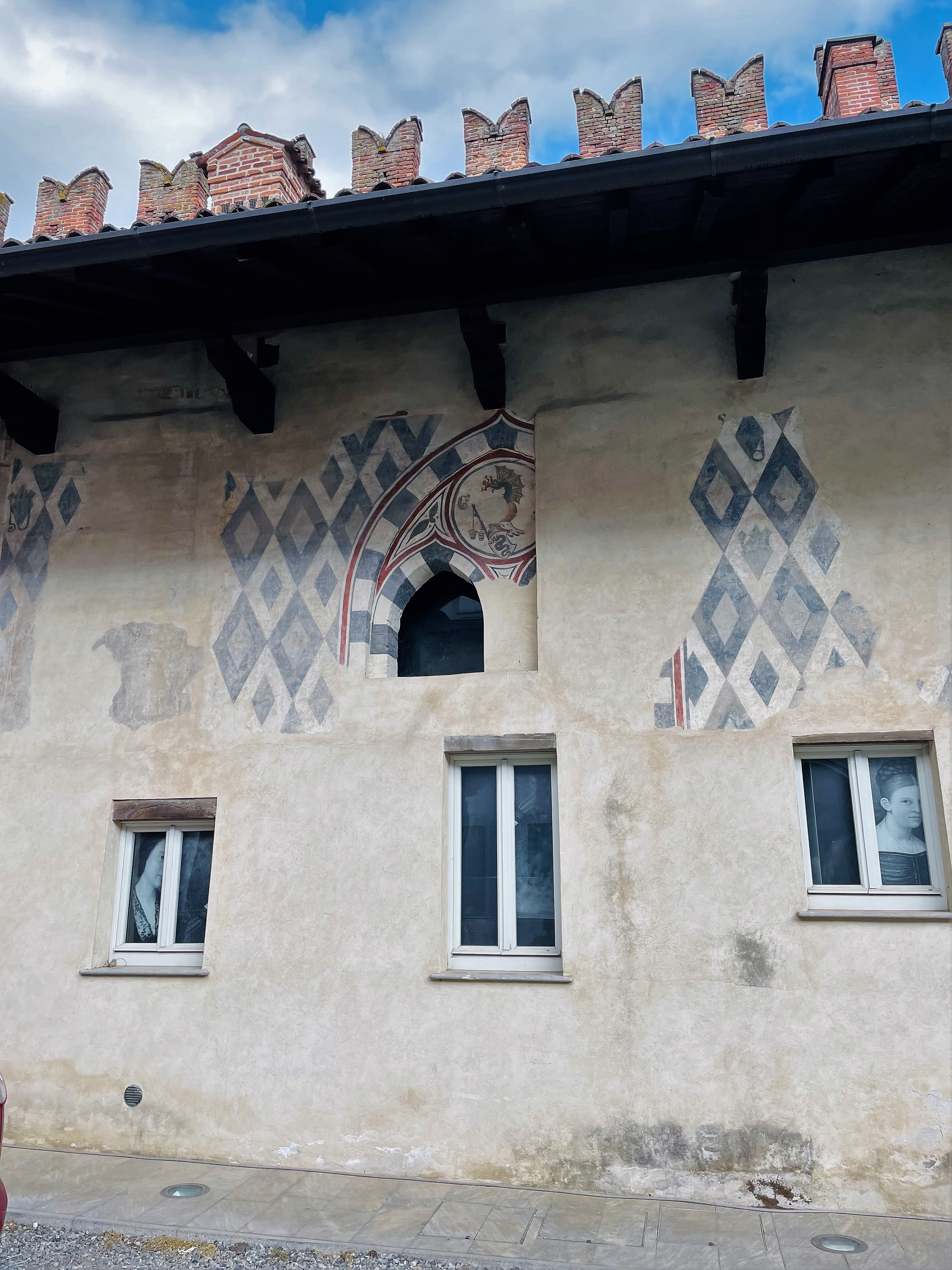
Parte della decorazione a losanghe degli ambienti dell'ala est del castello, seconda metà del XIV secolo.
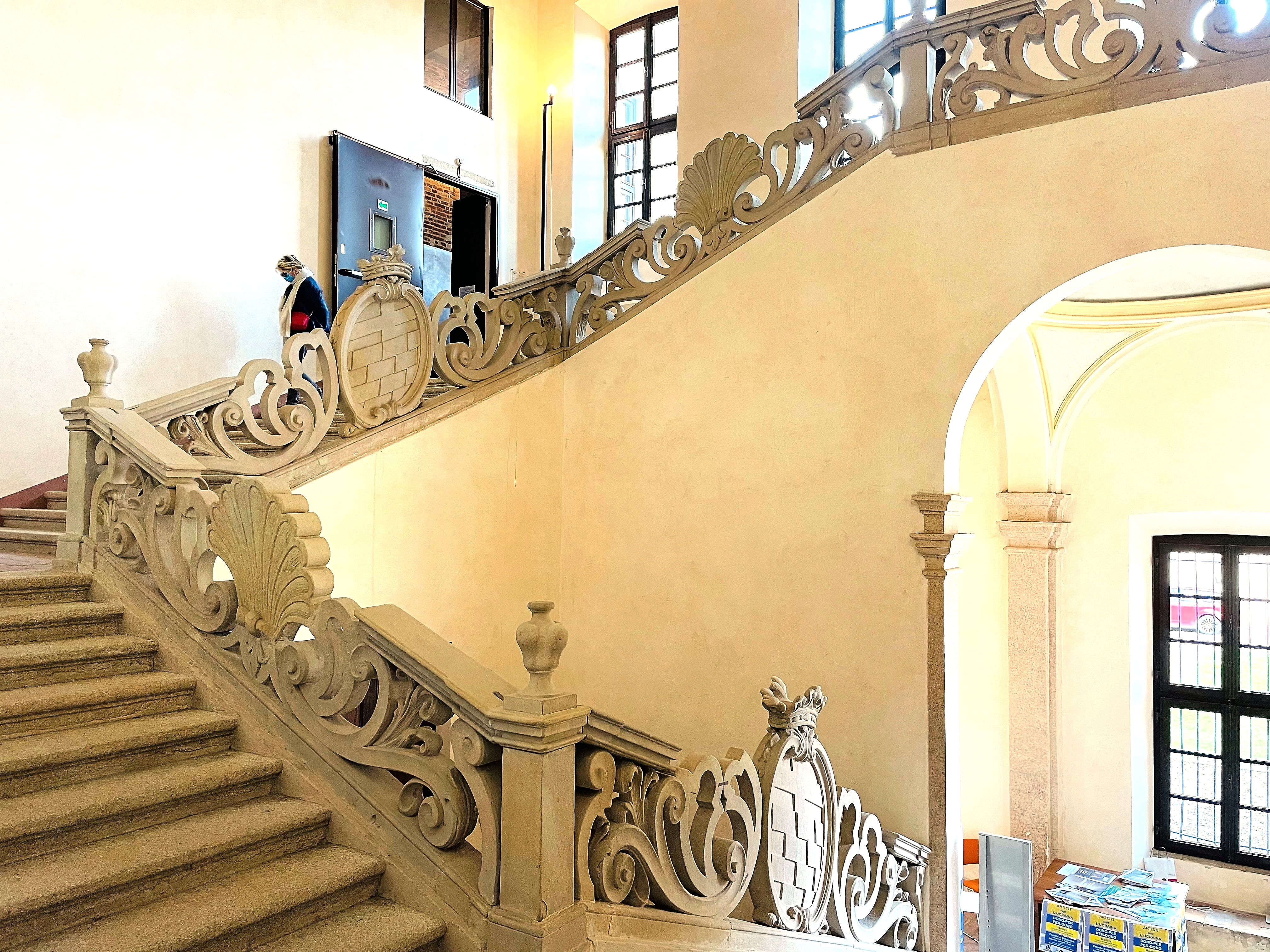
Lo scalone nella parte orientale del castello, XVIII secolo.
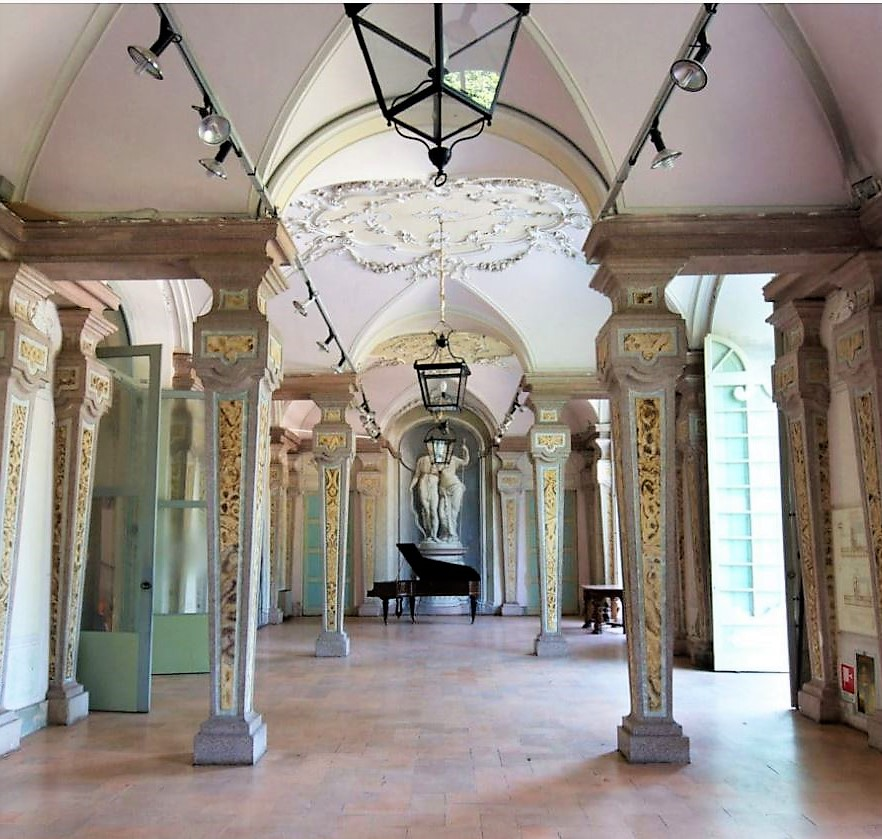
L'atrio della parte occidentale del castello.
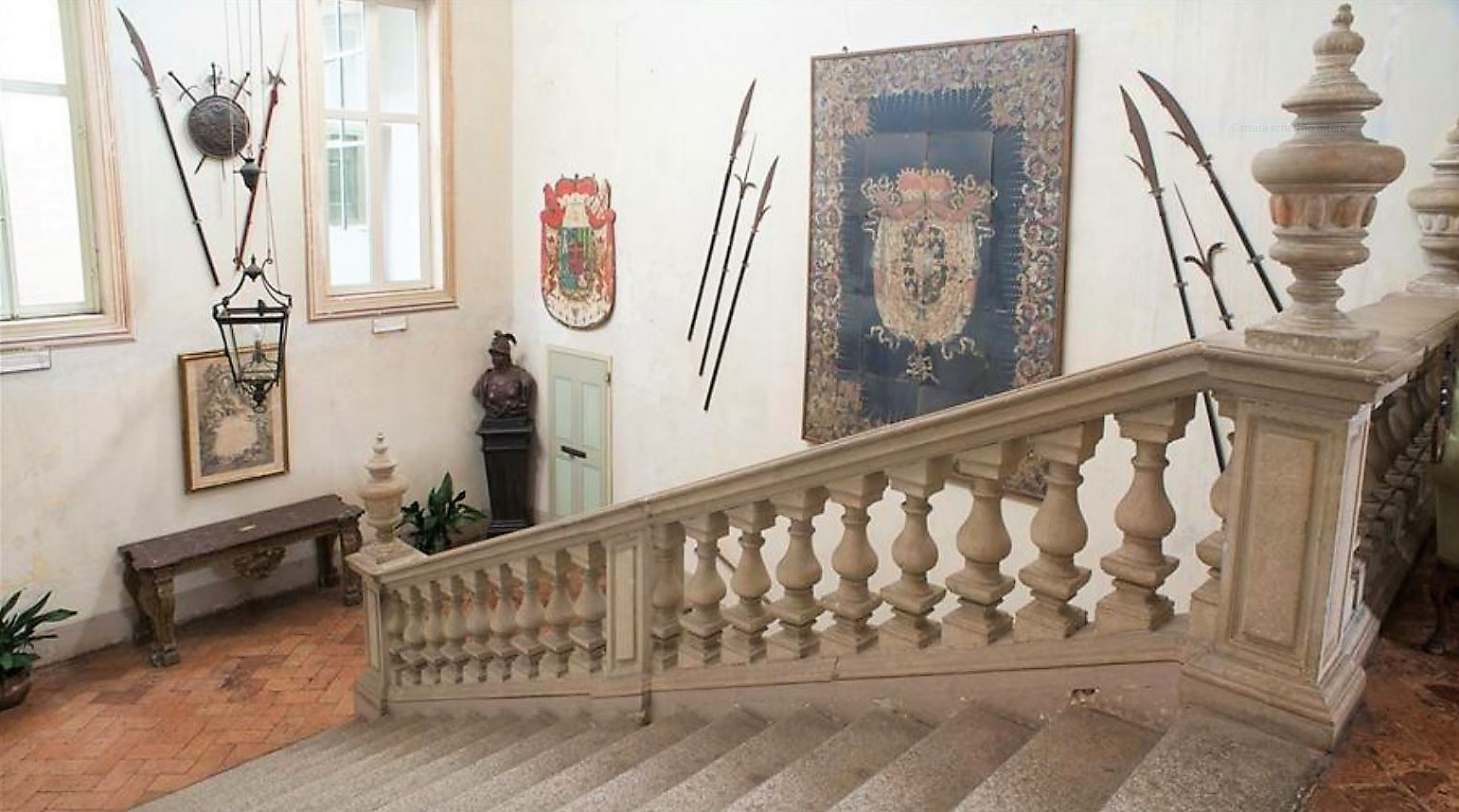
Lo scalone della parte occidentale del castello, XVIII secolo.
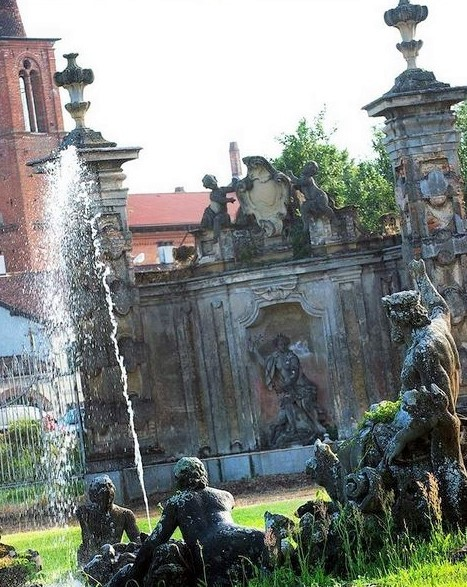
Carlo Beretta, fontana di Nettuno e Teti.
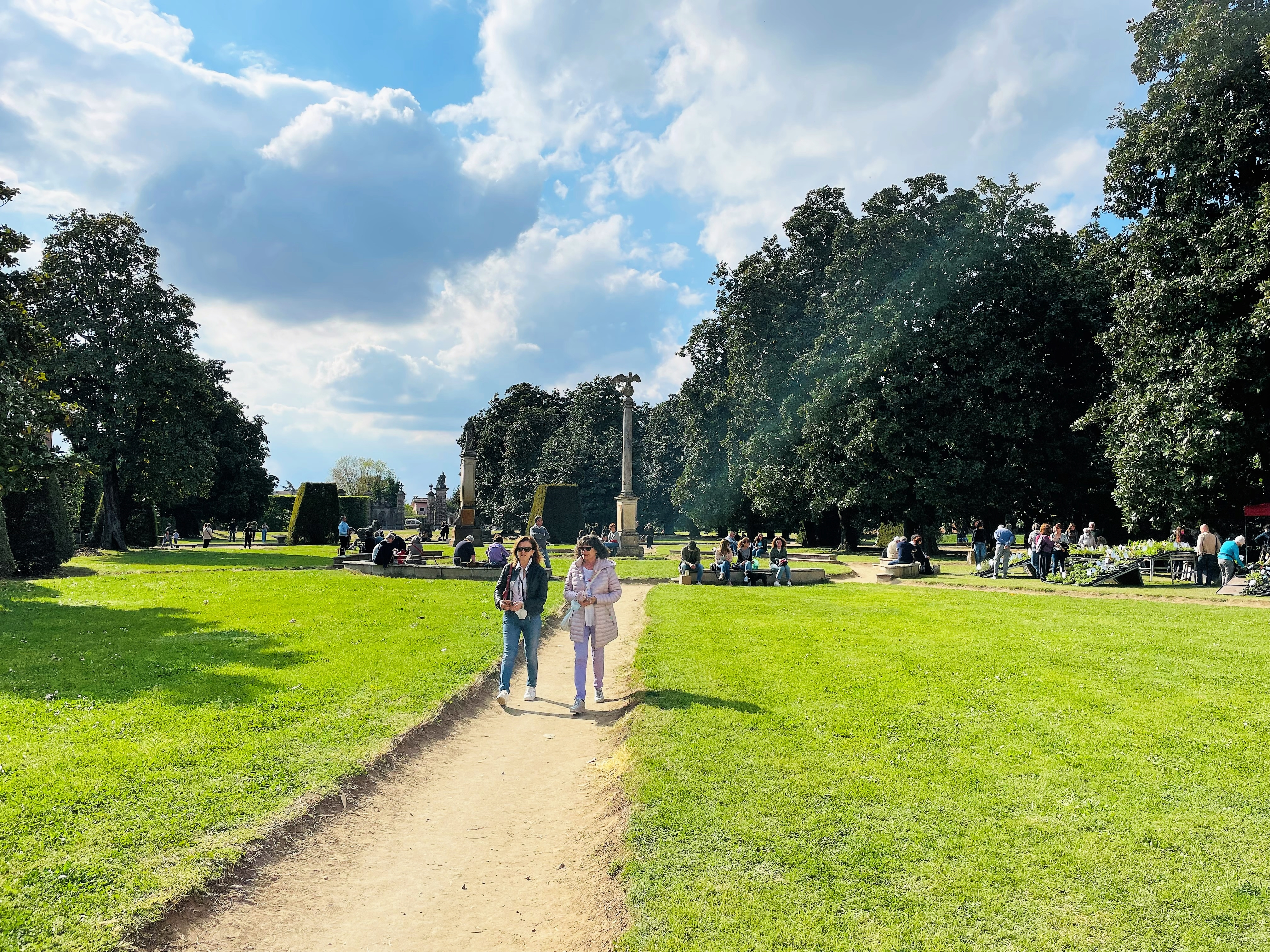
Scorcio del parco.
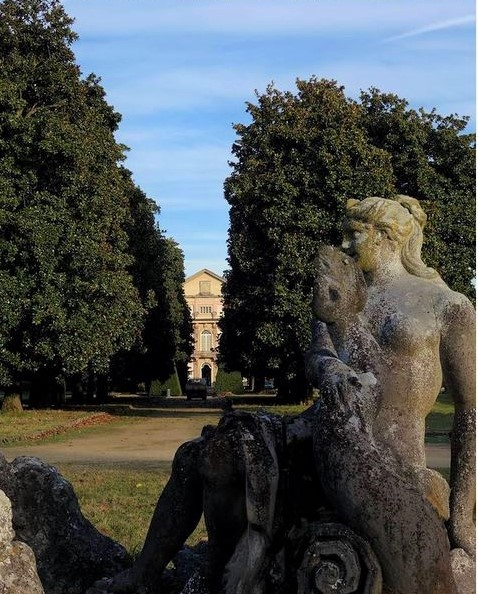
Il parco dalla fontana di Nettuno e Teti.